# Heinrich Boere
Heinrich Boere (27. září 1921, Eschweiler, Německo - 1. prosince 2013, Fröndenberg, Německo) byl válečný zločinec nizozemsko-německého původu, někdejší člen nacistických jednotek Waffen-SS.
Po druhé světové válce byl v Nizozemsku v nepřítomnosti odsouzen k trestu smrti. Útěkem do Německa, které ho opakovaně odmítlo Nizozemcům vydat a v 80. letech případ zastavilo, se mu však podařilo trestu vyhnout. Po mnoha právních průtazích byl nakonec jeho proces zahájen v Německu v roce 2009. V březnu 2010 byl Boere odsouzen na doživotí. Trest si začal odpykávat 16. prosince 2011 ve věku 90 let. Stal se tak jedním z nejstarších válečných zločinců, který do výkonu trestu nastoupil.

## Životopis
Heinrich Boere se narodil v Německu nizozemskému otci a německé matce. Rodiče se však přestěhovali do nizozemského Maastrichtu, když mu byly dva roky.
Do Waffen-SS se přihlásil v září 1940, několik měsíců po německé okupaci Nizozemska. V červnu 1941 v 19 letech odjel bojovat na východní frontu. V prosinci 1942 byl kvůli onemocnění poslán zpět do Maastrichtu.

### Válečné zločiny
V roce 1943 se stal členem oddílu Waffen-SS tvořeného nizozemskými dobrovolníky. Oddíl měl v odvetě za partyzánské akce vůči nacistickým okupantům za úkol likvidaci lidí patřících k nizozemskému hnutí odporu a protiněmecky smýšlejících. Po útocích na německé okupační jednotky a nizozemské kolaboranty nařídil velitel SS v Nizozemska, Hanns Albin Rauter, odvetu v podobě zavraždění civilistů spojovaných s partyzány. Během této operace s názvem Silbertanne (Stříbrná jedle) zahynulo minimálně 54 lidí. Boere se přiznal k vraždě tří z nich.
První oběť, farmaceuta a otce 12 dětí Fritze Huberta Ernsta Bicknese, zastřelil v červenci 1944. Další dvě vraždy spáchal v září téhož roku.

### Poválečná léta
Po válce strávil Boere dva roky ve spojeneckém zajateckém táboře. Byl vyslýchán a ke třem vraždám se přiznal. Po propuštění z tábora se nejprve ze strachu z dlouholetého věznění skrýval, pak se mu podařilo před spravedlností prchnout do Německa. V roce 1949 jej nizozemský soud v nepřítomnosti odsoudil k trestu smrti za tři vraždy, napomáhání nepříteli a službu v armádě nepřítele. Kvůli poslednímu z těchto činů podle nizozemského práva automaticky ztratil občanství této země. Na základě zákona, schváleného Adolf Hitlerem, se Boere přihlásil k německému občanství – měl ho mít zaručeno díky členství v SS. Zákon zůstal platný ještě v 60. letech, pak byl však na nátlak Evropské unie zrušen. Boere pak oficiálně nebyl občanem žádného státu.
Nizozemská vláda opakovaně marně žádala Německo o Boerovo vydání. V Západním Německu nikdy před soud postaven nebyl, v 80. letech zde byl jeho případ zastaven. Na to ale Nizozemsko reagovalo novou žádostí o vydání, až nakonec německý nejvyšší soud po dlouhých právních průtazích proces v Německu umožnil. Boere již také figuroval na seznamu nejhledanějších nacistických válečných zločinců vydávaném Centrem Simona Wiesenthala.
V dubnu 2008 státní zastupitelství v Dortmundu oznámilo, že připravuje Boerovu obžalobu. V lednu 2009 soud v Aachen rozhodl, že Boere ze zdravotních důvodů nemusí být před soud postaven. Odvolací soud však toto rozhodnutí o půl roku později zrušil. Proces tak byl 28. října 2009 zahájen. V březnu 2010 byl Boere v Aachen odsouzen na doživotí. Jeho obhajoba tvrzením, že pokud by neuposlechl rozkazy, byl by sám zastřelen (tzv. „norimberská obhajoba“), byla odmítnuta.
Do té doby žil Boere, upoutaný na vozík, v domově důchodců v Eschweileru u Aachen. Poté, co padl rozsudek, byl převezen do vězeňského zařízení rovněž v Severním Porýní-Vestfálsku. Svůj doživotní trest nastoupil 16. prosince 2011. Zemřel 1. prosince 2013 ve vězeňské vazbě v Fröndenbergu.